# باتيلدا صالحه بوريان
باتيلدا صالحه بوريان (من مواليد 19 أكتوبر 1965) سياسية وسفيرة تنزانية. حاليا هي سفيرة تنزانيا في اليابان.

## السيرة الشخصية
حصلت بوريان على درجة الدكتوراه من كلية لندن الجامعية عام 1992.
عملت فترتين في البرلمان من 2000 إلى 2005 ثم في الفترة من 2006 إلى 2010. بين فترات عملها في البرلمان شغلت منصب نائب وزير تنمية المجتمع والنوع الاجتماعي والطفولة. بعد العمل البرلماني أصبحت المفوضة السامية أو السفيرة لتنزانيا في كينيا. خلال فترة عملها كسفيرة في كينيا واصلت تعزيز العلاقات بين البلدين، مشيرة إلى أن كلا البلدين لديهما الكثير من القواسم المشتركة ثقافيًا وبيئيًا. في عام 2015 أصبحت سفيرة تنزانيا في اليابان.
ترأست بوريان المنتدى العالمي الثالث لتغير المناخ في عام 2009 في جنيف، وهي أيضًا الممثل الدائم لتنزانيا لدى برنامج الأمم المتحدة للبيئة.